# Méhkerék
Méhkerék (micherechi in rumeno) è un comune dell'Ungheria di 2 189 abitanti (dati 2011) . È situato nella contea di Békés. 

## Storia
È menzionato per la prima volta in un documento nel 1359. L'origine del nome del comune deriva dall'occupazione dei suoi abitanti (méh in ungherese significa ape). Nel corso del XVIII secolo si insediarono diversi Rumeni che costruirono nel 1770 una chiesa ortodossa. La prima scuola fu costruita nel 1815.

## Demografia
Secondo il censimento del 2011, il villaggio di Micherechi contava 2 189 abitanti. Dal punto di vista etnico, la maggior parte degli abitanti (51,14%) era di etnia ungherese, con minoranze di romeni (46,53%) e rom (1,76%). L'appartenenza etnica non è conosciuta per lo 0,28% degli abitanti.